# Olgai járás
Az Olgai járás (oroszul О́льгинский райо́н) Oroszország egyik járása a Tengermelléki határterületen. Székhelye Olga.

## Népesség
- 1989-ben 16 006 lakosa volt.
- 2002-ben 12 044 lakosa volt.
- 2010-ben 10 701 lakosa volt.

Mihajlovka településen taz nemzetiségűek laknak.